# Ovenlysvindue
Et ovenlysvindue eller tagvindue er et vindue, der placeres i en bygnings tagflade, oftest i plan med tagbeklædningen. Denne vinduestype giver belysning fra oven og udluftning. Ved boligformål giver ovenlysvinduer også udsigt ud over omgivelserne.
Ovenlysvinduer anvendes hyppigst på øverste sal i en bolig, hvor der ikke er almindelige lodrette facader at sætte vinduer i, eller i etplanshus, der er forholdsvis dybe og hvor installationen af et ovenlysvindue kan give mere lys ind i boligen.

Nordvendte ovenlysvinduer benyttes til at give dagslys til rum f.eks. atelier, således at kunstneren har naturligt lys, hvorved farver fremstår rigtigt.
Ovenlysvinduer kan inddeles i fire grupper:
1. Plant tagvindue med ensidet hældning
2. Rytterlys placeret i tagkip
3. Kubbelformet ovenlysvindue
4. Pyramideformet ovenlysvindue